# Rostock Hauptbahnhof
Rostock Hauptbahnhof – główny dworzec kolejowy w Rostocku, w kraju związkowym Meklemburgia-Pomorze Przednie, w Niemczech.
Jest to dworzec kategorii 2 o znaczeniu:
- miejsko-podmiejskim – system S-Bahn:
  - S1 Rostock Hbf – Warnemünde (odjazdy co 10-15 minut),
  - S2 Warnemünde – Rostock Hbf – Schwaan – Güstrow (co godzinę),
  - S3 Rostock Hbf – Rostock Seehafen Nord (co godzinę);
- regionalnym:
  - RE[1] 1 Rostock Hbf – Bützow – Bad Kleinen – Schwerin Hbf – Hamburg Hbf (co 2 godziny),
  - RE 5 Rostock Hbf – Güstrow – Neustrelitz Hbf – Berlin Hbf – Jüterbog – Lutherstadt Wittenberg (co 2 godziny),
  - RE 8 Wismar – Bad Doberan – Rostock Hbf – Tessin (co godzinę),
  - RE 9 Rostock Hbf – Stralsund – Sassnitz (co 2 godziny),
  - RB 12 Bad Doberan/Rostock Hbf – Graal-Müritz (co godzinę),
  - OLA Rostock Hbf – Laage – Güstrow (co 2 godziny);
- krajowym:
  - ICE[2] Warnemünde/Rostock Hbf – Berlin Hbf – Leipzig Hbf – Nürnberg Hbf – München Hbf (raz dziennie; do Warnemünde w piątki i soboty),
  - IC Warnemünde – Rostock Hbf – Schwerin Hbf – Magdeburg Hbf – Leipzig Hbf (od marca do października raz dziennie),
  - IC Ostseebad Binz – Rostock Hbf – Hamburg Hbf – Hannover Hbf – Frankfurt am Main Hbf – Karlsruhe Hbf/Hamburg Hbf – Bremen Hbf – Köln Hbf – Stuttgart Hbf (co 2 godziny)
  - Urlauber-Express Seebad Heringsdorf / Ostseebad Binz – Rostock Hbf – Bremen Hbf – Essen Hbf – Köln Hbf (pociąg sezonowy-kursuje latem w soboty),
  - Inter Connex Warnemünde – Rostock Hbf – Berlin Hbf – Leipzig Hbf (raz dziennie).